# Bengy-sur-Craon
Bengy-sur-Craon – miejscowość i gmina we Francji, w Regionie Centralnym, w departamencie Cher.
Według danych na rok 1990 gminę zamieszkiwało 576 osób, a gęstość zaludnienia wynosiła 16 osób/km² (wśród 1842 gmin Regionu Centralnego Bengy-sur-Craon plasuje się na 622. miejscu pod względem liczby ludności, natomiast pod względem powierzchni na miejscu 228.).